# مالکوم باراس
مالکوم ویلیامسون باراس (به انگلیسی: Malcolm Williamson Barrass) (زادهٔ 	۱۵ دسامبر ۱۹۲۴) بازیکن فوتبال اهل کشور انگلستان که سابقهٔ بازی در تیم ملی فوتبال انگلستان را در کارنامهٔ خود دارد. وی در تاریخ ۲۰ اکتبر ۱۹۵۱ نخستین بازی ملی خود را در مقابل تیم ملی فوتبال ولز انجام داد و با حضور در ۳ بازی ملی، در تاریخ ۱۸ آوریل ۱۹۵۳ واپسین بازی ملی‌اش را در برابر تیم ملی فوتبال اسکاتلند برگزار کرد.